# Papiri caete
Espèce
Papiri caete est une espèce d'araignées aranéomorphes de la famille des Sparassidae.

## Distribution
Cette espèce est endémique du Brésil. Elle se rencontre dans les États d'Espírito Santo, au Minas Gerais, de Rio de Janeiro, du Paraná, de Santa Catarina, de Bahia, du Pernambouc, du Paraíba et du Pará.

## Description
Le mâle holotype mesure 8,9 mm et la femelle paratype 10,4 mm, les mâles mesurent de 7,1 à 10,7 mm et les femelles de 11,4 à 15,3 mm.

## Systématique et taxinomie
Cette espèce a été décrite par Rheims en 2025.

## Publication originale
- Rheims, 2025 : « Papiri gen. nov., a new genus of huntsman spiders (Araneae: Sparassidae: Sparianthinae) from Brazil. » Zootaxa, no 5583(3), p. 526-548.